# Институт математики НАН РА
Институт математики НАН РА (арм. ՀՀ ԳԱԱ մաթեմատիկայի ինստիտուտ) — научно-исследовательское учреждение в структуре Национальной академии наук Республики Армения.

## История
Отделение математики и механики было открыто в новосозданной Академии наук Армянской ССР в 1944 году. Позднее отделение было преобразовано в Институт математики и механики Академии наук Армянской ССР. Первым директором института стал математик, академик Арташес Шагинян, известный своими исследованиями в области комплексного анализа. Институт математики был выделен в отдельную организацию в 1971 году.
Большое влияние на научно-исследовательскую работу института оказали академики Сергей Мергелян, Рафаэль Александрян, Рубен Амбарцумян (нашёл одно из решений четвёртой проблемы Гильберта) и Анри Нерсисян.

## Описание
В первые годы работы институт занимался в основном теорией функций. Со временем сфера исследований расширилась и включила в себя дифференциальное и интегральное исчисление, функциональный анализ, теорию вероятностей, интегральную геометрию и математическую статистику.
В настоящее время[уточнить] в институте работает 25 постоянных исследователей, а также исследователи-совместители из Ереванского государственного университета.

## Директора
- Арташес Шагинян (1955—1971)
- Мхитар Джрбашян (1971—1989, почетный директор в 1989—1994)
- Норайр Аракелян (1989—1991, 1997—2006)
- Александр Талалян (1991—1997)
- Баграт Батикян[арм.] (2006—2010)
- Валерий Мартиросян[арм.] (2011—2012)
- Рафаел Бархударян (2012—2019)
- Григорий Карагулян[арм.] (2019—2022)
- Рафик Арамян (2022-н. в.)